# Dominic Behan
Dominic Behan (Dublin, 22. listopada 1928. – Glasgow, 3. kolovoza 1989.),  irski tekstopisac, pripovjedač, novelist i dramski pisac. 
Jedan je od najutjecajnijih tekstopisaca 20. stoljeća u Irskoj.

## Obitelj
Dominic Behan bio je rođen u siromašnoj radničkoj obitelji, no pismenoj i književno potkovanoj. Obitelj Behan bila je poznata i po angažiranosti u irskoj revoluciji koja je za rješenje predlagala neovisnost Irske.  Dominikov otac Stephen Behan, po zanimanju soboslikar također, bio je angažiran u irskoj revoluciji, dok je autor irske himne "Amhrán na bhFiann" ("Vojnička pjesma") Peadar Kearney bio njegov ujak s majčine strane koji je njega i njegova brata Brendona uveo u revoluciju. Brat Brendan Francis Behan je također sudjelovao u revoluciji još kao dječak, a kasnije se proslavio kao veliki irski književnik. Dominikova majka Kathleen (rođ. Kearney) Behan bila je prijateljica s Michaelom Collinsom, poznatim irskim revolucionarnim vođom i političarom.

## Političke aktivnosti
Kao i većina članova njegove obitelji, Dominik se također odlučio za irski pokret oslobođenja Irske. 1937. godine obitelj Behan se seli u dublinsko predgrađe Crmulin gdje Dominik postaje član grupe Fianna Éireann ("Vojska Irske"); IRA-in podmladak. Dominic tada prvi puta objavljuje svoje pjesme i prozu u časopisu "Fianna: the Voice of Young Ireland" ( "Fianna: glas mlade Irske" ).
1952. Dominik je uhićen zbog protivljenja vladajućoj političkoj stranci. Naknadno je nekoliko puta bio uhićivan zbog mnogobrojnih protesta u kojima je sudjelovao.

## Stvaralaštvo
Dominik Behan je oženio Josephine Quinn, kćer Johna Qinna. Obitelj Quinn je bila poznata po svojim komunističkim aktivnostima. Dominik i Josephin su emigrirali u Englesku u grad Glasgow gdje je Doninic radio za BBC, uglavnom pišući scenarije za radio, najčešće za "Treći program" BBC-a.
Njegova drama "Posterity Be Damned" je prvi puta izvedena u dublinskom kazalištu Gaiety Theatre 1959.
1961. godine objavio je autobiografski roman naslovljen "Teems of Times" koji je kritika velikodušno prihvatila, a zanimljivo je i da se svidio Kennethu Peacocku Tynanu. 
1965. objavio je biografiju o svom bratu Brendanu naslovljenu "My brother Brendan".

## Smrt
Dominik je umro u 60. godini u Glasgowu 30. ožujka 1989. od raka, nedugo nakon objavljivanja njegova posljednja romana "The Public world of Parable Jones" koji je kritika izvanredno prihvatila. Dominik je nadživio svoju suprugu Josephine, sina Fintana i Stephena kojega je nazvao po svome ocu. Njegovo tijelo je kremirano i prosuto u Royal Canal koji se nalazi u Dublinu. Pepeo je prosuo njegov dugogodišnji prijatelj Seán Garland s kojime je sudjelovao u borbi za prava irskih radnika.

## Djela

### Drame
- "Posterity Be Damned" (1959.)
- "The Folk Singer" (1969.)
- "Tell Dublin I Miss Her" (1998.)
- "Ireland Mother Ireland" (1969.)

### Romani
- "Teems of Times" (1961.)
- "My Brother Brendan" (1965.)
- "The Life and Times of Spike Milligan" (1987.)
- "The Public World of Parable Jones" (1988.)
- "The Catacombs" (1989.)
- "Ireland Sings!" (1966.)
- "The Singing Irish" (1969.)